# Argetoaia, Dolj
Argetoaia este satul de reședință al comunei cu același nume din județul Dolj, Oltenia, România. Se află în partea de sud a județului, în Lunca Dunării.